# Leggiuno
Leggiuno är en ort och kommun i provinsen Varese i regionen Lombardiet i Italien. Kommunen hade 3 766 invånare (2018).